# タマシギ
タマシギ（珠鷸、学名:Rostratula benghalensis）とは、チドリ目タマシギ科に分類される鳥類の一種である。ちなみにタマシギ科は1属2種のみ。

## 分布
インドから東南アジア、中国、アフリカ、オーストラリアに分布する。
日本では、本州中部以南に留鳥として生息する。近年生息数は減少しているが、分布域は拡大傾向にあり、宮城県、山形県で繁殖が確認されている。一部の個体は、冬季南方へ渡る。

## 形態
体長約23-26cm。メスのほうがやや大きい。オスメスとも目のまわりが勾玉のような模様（アイリング）でふちどられ、胸にきれこむような細い模様があり、腹が白い。くちばしと足は長いが首が太くて短いので、ずんぐりした体格にみえる。
鳥類の中では珍しく、メスのほうが羽色が目立つ。オスはくすんだ灰緑色に黄褐色のまだら模様がある地味な羽色で、勾玉模様と胸の模様も黄褐色だが、メスはのどが赤褐色で、勾玉模様と胸の模様があざやかな白である。

## 生態
水田や湿地、河川の岸など、淡水の水辺に生息する。非繁殖期は小さな群れを形成していることが多い。夜行性で、夜になると水辺を歩き回って餌を探す。動きはあまり活発ではなく、危険を察知するとまず身動きを抑えて地面に伏せたり、水中に目と鼻腔以外を沈めたままの体勢で敵の様子をうかがうことが多い。
食性は動物食で、水生昆虫や小型の軟体動物、環形動物などを捕食する。嘴を浅瀬に入れて左右に振って獲物を探す。夕暮れや夜明け頃に活発になる。
繁殖形態は卵生。オスが水辺に近い地上に枯れ草を敷いて営巣し、卵数は普通3-4卵。抱卵日数は19-21日である。オスが抱卵・育雛する。
繁殖期に、メスは夜間「コウ・コウ…」と鳴く。

### 繁殖について

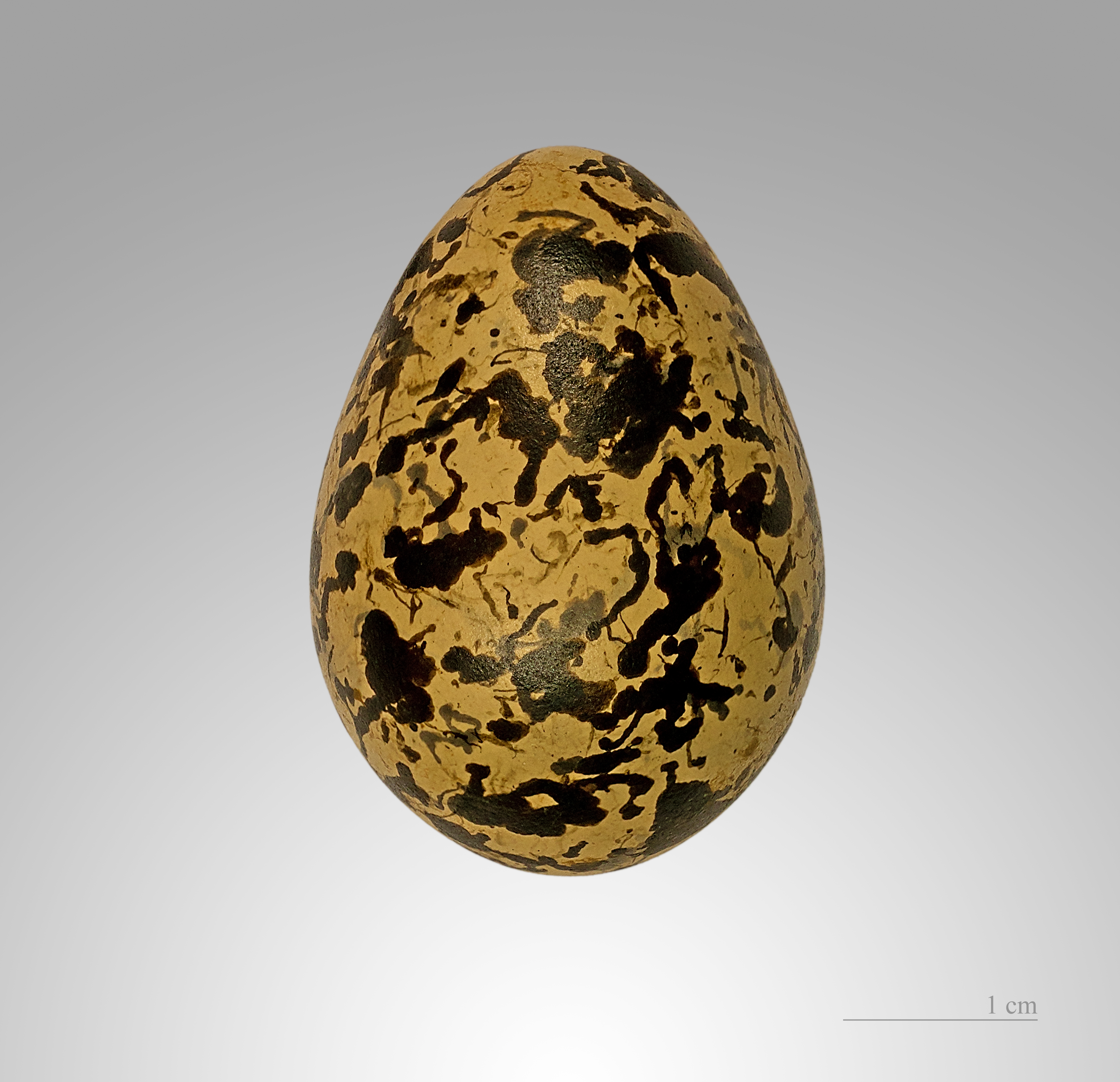
Rostratula benghalensis

タマシギは、鳥類としては少数派である一妻多夫であることでよく知られている。日本での繁殖期は4-10月で、この時期になるとメスの嘴が赤くなりオスに対して求愛ディスプレイを行うようになる。オスと番いを形成し交尾を行った後しばらくしてから、メスはオスが作った巣の中に普通4卵産む。産卵後はメスは巣を離れ、別のオスを求めてディスプレイを行う。このようにしてメスは複数のオスと番いになりながら産卵する。これはタマシギの生息地が洪水による氾濫の危険が高いため、数が多いオスに分散して子育てさせることにより確実に子孫を残すという戦略と考えられている。
残された雄は抱卵と育雛を1羽で行う。雛は早成性で、生まれるとすぐに親の後を追って歩き出す。孵化後しばらくは、親が雛に口移しで餌を与える。育雛期間は孵化後40-70日程度である。

## 人間との関係
生息地である湿田や沼地が減少していることから、生息数は減少気味である。
- 絶滅危惧II類 (VU)（環境省レッドリスト）[3]